# لیتون اسپرینگز (تگزاس)
لیتون اسپرینگز (به انگلیسی: Lytton Springs) یک منطقهٔ مسکونی در ایالات متحده آمریکا است که در تگزاس واقع شده‌است. لیتون اسپرینگز ۱۸۷٫۱۵ متر بالاتر از سطح دریا واقع شده‌است.